# Fiat Tipo 2000
De Fiat Tipo 2000 is een zware Italiaanse tank uit de Eerste Wereldoorlog.

## Achtergronden
In 1915 liet kapitein Luigi Cassali door ingenieur Tolleti een prototype van een gemechaniseerde draadknipper bouwen bij de Pavesi-fabriek. Het voertuig was voorzien van twee hoog uitstekende gevechtscilinders links en rechts aan de voorkant, ieder te bewapenen met twee machinegeweren. Voor de cilinders bevonden zich twee enorme verticale draadknippers in de vorm van moderne elektrische heggenscharen. Het project werd niet door de Italiaanse regering overgenomen en het is niet bekend in welke mate het is afgebouwd. Omdat de meeste gevechtshandelingen tegen het Oostenrijks-Hongaarse leger zich afspelen in tamelijk tot sterk bergachtig terrein, is de belangstelling voor tanks eerst niet erg groot.
In 1917 ontstond het plan om de Franse Schneider in licentie te nemen, nadat de Fransen hadden geweigerd er 1500 voor de Italianen te bouwen. Er werden twee exemplaren ter beproeving aan het Italiaanse leger geleverd. De resultaten daarvan waren zo teleurstellend dat het leger de regering ertoe bracht om een tweede prototype te bestellen van de "FIAT 200", een project dat de FIAT-fabriek al in augustus 1916 was begonnen en waarvan de romp grote gelijkenis vertoonde met de Pavesi-tank. Het eerste onbewapende prototype was geconstrueerd tussen oktober 1916 en juni 1917. Dit werd herbouwd volgens nieuwe specificaties van het leger, waarbij het aantal loopwielen ter verbetering van de bandspanning verhoogd wordt van acht naar tien. Het voertuig en een tweede prototype werden in februari 1918 aan het leger geleverd. Latere schrijvers hebben het prototype in de eerste vorm "Model 17" genoemd en in de tweede vorm: "Model 18", maar dat zijn geen benamingen uit de tijd zelf. Er waren al onderdelen gefabriceerd voor de bouw van nog meer tanks, toen het besluit werd genomen om in plaats van deze "FIAT 2000", zoals het project nu heette, de Fiat Tipo 3000 in productie te nemen, een kopie van de Franse FT-17. Deze lichte tank paste beter bij de beperkte Italiaanse productiecapaciteit. Daarbij heeft door Italiaanse nederlagen de frontlijn zich richting Povlakte verplaatst, zodat de behoefte wordt gevoeld aan een kwantitatief sterke pantsermacht.

## Beschrijving
De FIAT 2000 is een soort overgangsvorm tussen de box tank, waarvan de Britse Mark I het klassieke voorbeeld vormt, en de moderne configuratie, zoals die voor het eerst tot uitdrukking kwam in de FT-17. Aan de ene kant beschikt de tank nog over een enkele gevechtsruimte over de hele lengte (7,40 m) en breedte (3,10 m) van de tank, voorzien van zeven 6,5 mm Revelli machinegeweren: vier in elke hoek, twee aan de zijkanten en één aan de achterzijde. Aan de andere kant bevindt de FIAT A12 240 pk motor zich achteraan en is hij samen met de transmissie onder de vloer van de gevechtsruimte weggewerkt; en boven op de tank rust, 3,80 m hoog, een koepel met een 65 mm L/17 Turino bergkanon. De toren bestond in 1917 uit een afgeknotte kegel: later wordt een tweede lichter type geïnstalleerd in de vorm van een halve bol van een meter doorsnee die een elevatie mogelijk maakt van 75 graden en ook het voordeel biedt kogels te laten afkaatsen. De hoge elevatie wijst erop dat men inzet in de Alpen voorziet. Het pantser van 10 tot 20 mm - dat eigenaardig gevormd is als een afgeknotte piramide die aan de voorkant zich naar onderen krommend verbreedt, geplaatst op een uit verticale platen opgetrokken onderbouw - geeft het geheel een gewicht van 40 ton. Dit beperkt de snelheid tot zo'n 7 km/u, ondanks een geveerde ophanging van het loopwerk, dat grotendeels onder pantser zit verstopt. Het loopwerk reikt niet tot aan de bovenkant, zoals bij de Britse tanks; toch is het klimvermogen niet al te slecht door een enorm klimwiel dat aan de voorkant wat buiten het pantser uitsteekt. De chauffeur zit vooraan op de transmissie. Bij het rijden op de weg keek hij uit een groot luik dat in een afgeronde uitbouw van de voorwand is aangebracht; tijdens frontinzet werd hij geacht het slagveld via een periscoop waar te nemen. Het totaal aan bemanning om dit alles te bedienen, is acht.

## Operationele Geschiedenis
Hoewel het project was beëindigd, werden de twee prototypes toch door het Italiaanse leger in dienst genomen. Zoveel tanks had men tenslotte niet en er bestond voorlopig geen vooruitzicht op de aanschaf van ander zwaar pantsermaterieel. Door tot in 1919 reserveonderdelen bij te maken, genoeg voor de fabricage van wel vier extra tanks, werd het mogelijk de twee voertuigen voor langere tijd operationeel te houden. Fiat kreeg zo de tegenwaarde van zes tanks vergoed en hierdoor kwam het verhaal in de wereld dat er zoveel ook echt gemaakt zijn. Als allereerste begin van het Italiaanse tankwapen werd er op 1 september 1918 te Verona een Sezione Speciale Carri Armati gevormd die twee maanden later - na het onverwacht snelle einde van de oorlog - weer gesplitst werd in twee Batterie Autonome Carri d'Assolto (waarvan er één in Turijn gestationeerd wordt), ieder met een FIAT 2000: de één werd aangevuld door twee Schneiders; de ander door de drie FT-17's die ter beproeving aan het Italiaanse leger waren overgedragen. Zoals de naam al aangeeft, maakten tanks tot 1927 deel uit van de artillerie: de Italiaanse legerorganisatie staat op dat moment onder sterke Franse invloed. Bij latere herindelingen namen nieuwe pantsereenheden de FIAT 2000's gewoon over. Eén ervan ging zo mee naar Libië om te vechten tegen opstandige stammen; al na twee maanden raakte hij dermate versleten dat hij in depot werd opgeslagen in Tripoli. De andere eindigde, toen de reserveonderdelen opraakten, in een depot in Rome. Later werd hij weer opgeknapt voor propagandadoeleinden; de laatst dateerbare foto van de tank in rijdende toestand is uit 1934 toen hij meedeed aan een parade, omgebouwd met twee 37 mm kanonnen in de romp. Daarna werd hij nog voor de oorlog als monument neergezet bij een kazerne in Bologna. Het is niet bekend wat er van beide voertuigen uiteindelijk terecht is gekomen.